# 宮島芽衣
宮島芽衣（日语：宮島めい，2000年10月17日—），日本AV女優。出身於愛媛縣松山市，所屬事務所是T-POWERS。

## 簡歷
以成為保育員為目標，在大學就讀幼兒教育學科2年級時，為了留學費用而參加SOD的女優招募。過程中得到了SOD副社長高岡哲也的青睞，所以在約1000名應徵者中獲得錄取。為了配合留學行程，以「100日間だけのAV女優」作為在AV界的出道。
出道作『宮島めい AV DEBUTします。でも、次で引退です。』在6月3日這週的FANZA通販每週AV排行榜中獲得初登場第4名。第2部也是引退作的『宮島めい これで、引退します。思いっきり絶頂して、完全燃焼しました。』在同7月22日這週獲得初登場第1名を記録した。
之後由於疫情的關係而中止留學。由於拍攝的AV反應熱烈，所以在10月宣布回歸並繼續做AV女優。重新以出道作『奇跡の復活 女優としての本気を見せる覚醒SEX4本番 宮島めい』在同年9月18日中獲得初登場第1名。

## 人物
興趣是製作糕點和讀書。擅長跳舞和速讀漫畫。

## 外部連結
- 宮島芽衣的X（前Twitter）
- 宮島芽衣的Instagram帳戶
- ●宮島めい特設サイト （页面存档备份，存于）